# Donji Grad (Zemun)
Ne doit pas être confondu avec Donji Grad.
Donji Grad (en serbe cyrillique : Доњи Град) est un quartier de Belgrade, la capitale de la Serbie. Il est situé dans la municipalité urbaine de Zemun. Au recensement de 2002, avec le quartier de Zemunski kej, il comptait 13 802 habitants.

## Emplacement
Donji Grad se trouve dans le centre de Zemun, sur la rive gauche du Danube. Il est entouré par les quartiers de Gardoš au nord, Ćukovac et Muhar au nord-ouest, Kalvarija à l'ouest, Tošin Bunar au sud-ouest, Retenzija au sud ; le sous-quartier de Zemunski kej s'étend le long du Danube. Il est grosso modo délimité par les rues Bežanijska, Vrtlarska, 22. oktobra et le Kej oslobođenja, « le quai de la Libération ».

## Caractéristiques
Situé au centre de l'ancienne ville de Zemun, Donji Grad conserve de nombreux monuments anciens.

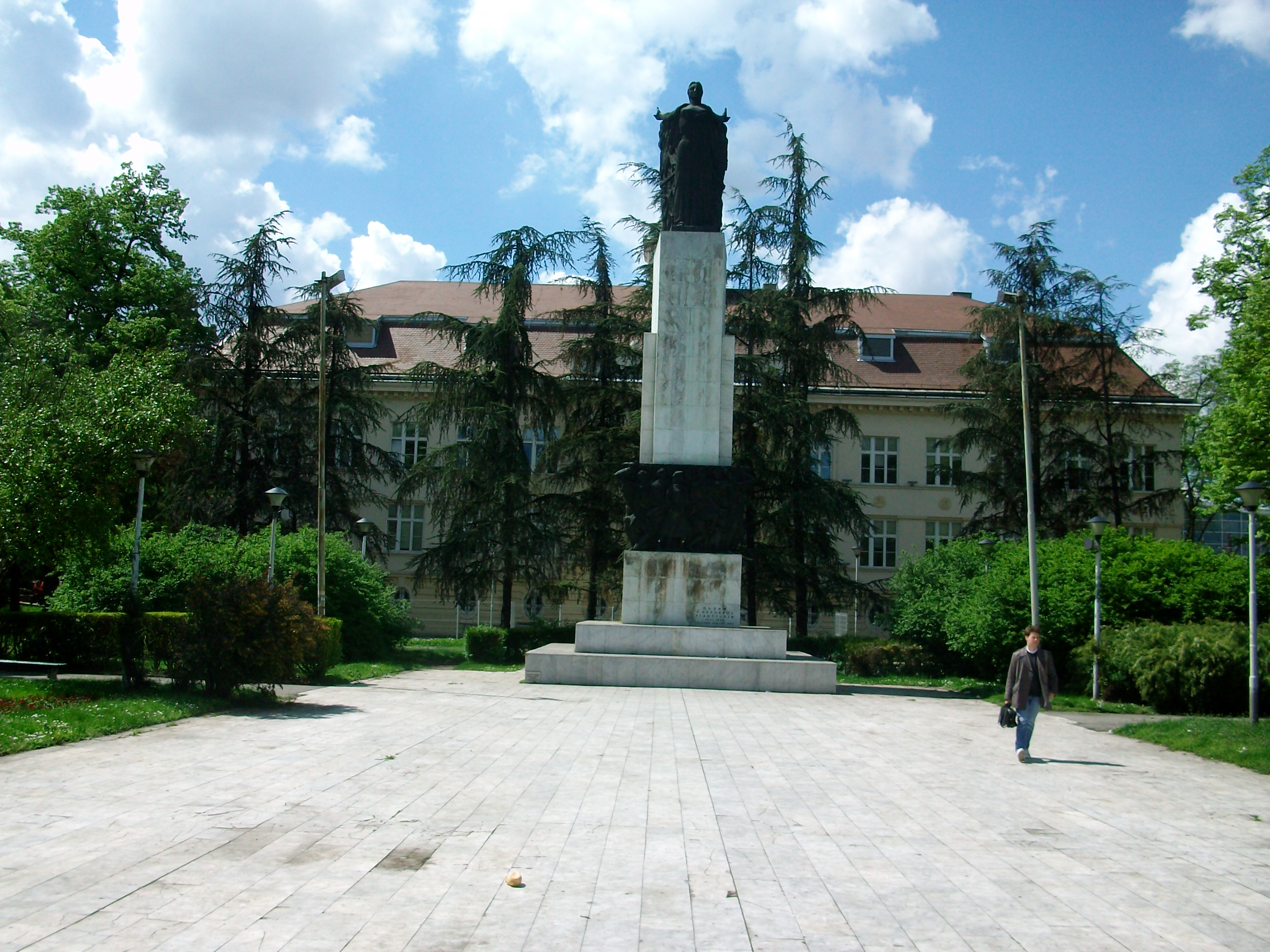
LAvijatičarski trg

- La rue Glavna, la « rue principale », traverse le quartier. On y trouve aussi d'autres rues ou places importantes, comme Karađorđev trg, Avijatičarski trg, Branka Radičevića, Masarikov, Senjski, JNA, Magistratski trg, Oslobođenja, Veliki, Pobede, etc.

- Le quartier abrite quatre églises, dont deux églises catholiques et deux églises orthodoxes, l'Église Saint-Gabriel de Zemun et l'église de la Mère-de-Dieu.

- On y trouve le marché en plein air de Zemun[1], un restaurant McDonald's et une zone commerciale située le long de la rue Principale.

- Donji Grad abrite aussi l'Hôpital de Zemun (Zemunska bolnica)[2], le Centre culturel et sportif Pinki (Kulturno sportski centar Pinki), le lycée de Zemun (Zemunska gimnazija)[3], la Faculté d'agriculture de l'Université de Belgrade[4] et la Maison de la magistrature[5],[6], qui a longtemps abrité l'assemblée municipale de Zemun.

- Le quartier possède le seul parc de Zemun, le Gradski park, situé le long de la rue principale.